# Zeche Vereinigtes Hörder Kohlenwerk
Die Zeche Vereinigtes Hörder Kohlenwerk war ein Zechenverbund im Bereich der heutigen Dortmunder Stadtteile Brackel und Asseln. Die Anlagen gehörten zum Hörder Bergwerks- und Hütten-Verein.

## Geschichte
Um sich beim Bezug von Brennstoffen von den Marktverhältnissen möglichst unabhängig zu machen, erwarb der Hörder Bergwerks- und Hütten-Verein ab 1854 eine Reihe von Grubenfeldern bei Brackel und Asseln, die 1859 unter dem Namen Hörder Kohlenwerk konsolidiert wurden.
Gleich nach dem Erwerb wurden bei Brackel zwei Tiefbauschächte für die Förderung und die Wasserhaltung abgeteuft. Die Schachtanlage erhielt später den Namen Schleswig. Bei einer Teufe von 197 m konnte 1859 die Kohlenförderung beginnen. 1860 wurde in den Schächten Schleswig I/II Seilfahrt eingerichtet. Anfangs wurde die Kohle ausschließlich zur Hermannshütte verfrachtet, in späteren Jahren wurde sie auch im Hochofenwerk des Hörder Vereins eingesetzt.

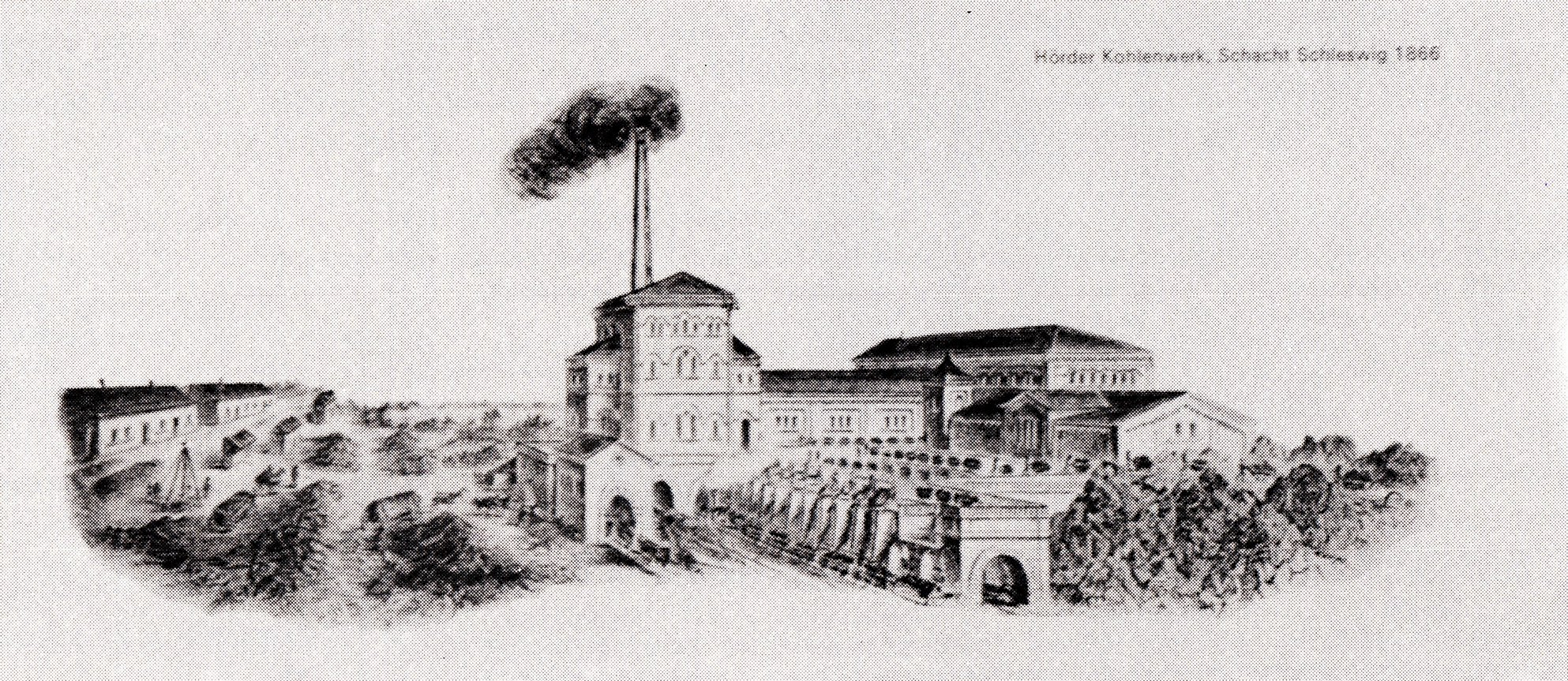
Zeche Hörder Kohlenwerk Schacht Schleswig

Wegen des steigenden Bedarfs wurde ab 1874 in Asseln ein neuer Schacht geteuft. 1877 begann die Förderung auf Schacht Holstein I, über dem 1892 ein eisernes Fördergerüst errichtet wurde. Beide Zechen wurden weiter ausgebaut und auf ihrer tiefsten Sohle (Schleswig bei einer Teufe von 540 m, Holstein 510 m) durch eine 1,8 km lange Richtstrecke verbunden. 1913 erreichte das Hörder Kohlenwerk mit 627.581 t die höchste Jahresförderung.
Am 16. September 1924 ereignete sich beim Abtragen der Bergehalde auf der Zeche Schleswig eine Gasexplosion, bei der elf Arbeiter ums Leben kamen. Die Stilllegung der Zeche Schleswig (15. Juli 1925) und der Zeche Holstein (1. August 1928) bedeutete das Ende des Vereinigten Hörder Kohlenwerks.

## Belegschaftszählung aus dem Jahr 1893
Für viele Bauernsöhne bedeutete ein Arbeitsplatz auf Holstein oder Schleswig eine ernst zu nehmende Alternative zur Übernahme des elterlichen Hofs. Sie gingen „zum Pütt“ und übten die Landwirtschaft, die ihre Eltern noch im Hauptberuf betrieben hatten, im Nebenerwerb aus. Jedoch war bald der heimische Arbeitskräftemarkt erschöpft und das Hörder Kohlenwerk musste in großem Maße neue Mitarbeiter aus weiter entfernten Gegenden anwerben.
Nach einer Zählung des Oberbergamts Dortmund vom 16. Dezember 1893 waren auf dem Hörder Kohlenwerk 1300 Bergleute einschließlich Zechenbeamten beschäftigt. Davon arbeiteten 735 auf Schleswig und 565 auf Holstein. Die auf Holstein Beschäftigten wohnten hauptsächlich in Asseln (367), Wickede (85), Brackel (45) und Sölde (39), die auf Schleswig Beschäftigten wohnten hauptsächlich in Brackel (273), Asseln (203), in Aplerbeck (104) und in Schüren. Somit hatten es die allermeisten Bergleute nicht allzu weit zu ihrer Arbeitsstätte.
Alle nachfolgend genannten Zahlen beziehen sich auf das Hörder Kohlenwerk als Ganzes: 1018 der 1300 auf Schleswig und Holstein Beschäftigten waren evangelisch, 279 katholisch und 3 andersgläubig. 1275 konnten lesen und schreiben, und 405 Männer hatten beim Militär gedient. 270 Beschäftigte besaßen ein eigenes Haus, 262 wohnten auch selbst darin. 19 Zechenbeamte hatten eine Dienstwohnung und 519 Bergleute hatten eine Mietwohnung. Von diesen wohnten 410 bei einem privaten Vermieter und 109 wohnten in einer Kolonie. 328 Beschäftigte lebten in Kost und Logis bei den Eltern und 172 als Kostgänger bei Fremden. Von den Kostgängern waren 12 verheiratet, 157 ledig und 3 verwitwet.
Die regionale Herkunft der 1300 auf Schleswig und Holstein beschäftigten Bergleute sah wie folgt aus: 1260 stammten aus dem Königreich Preußen, davon 1002 aus Westfalen, 31 aus der Rheinprovinz, 6 aus Hannover, 80 aus Ost- und Westpreußen, 19 aus Posen, 62 aus Schlesien, 49 aus Hessen, 10 aus Sachsen und 1 aus Brandenburg. 27 Bergleute kamen aus anderen deutschen Bundesstaaten, nämlich je 1 aus den Königreichen Bayern, Sachsen und Württemberg, 2 aus dem Großherzogtum Hessen, 7 aus dem Großherzogtum Sachsen-Weimar, 12 aus dem Fürstentum Schaumburg-Lippe und 1 aus dem Fürstentum Waldeck. Von den 13 Ausländern stammten je 2 aus Österreich-Ungarn und Holland, 8 aus Italien und 1 aus Belgien.
Bis auf 20 Bergleute gaben die auf Schleswig und Holstein Beschäftigten deutsch als ihre Muttersprache an. 9 hatten polnisch als Muttersprache, 7 italienisch, 2 niederländisch, 1 slawisch und 1 ungarisch. Der Anteil polnischsprachiger Arbeiter auf dem Hörder Kohlenwerk war also sehr gering, insbesondere im Vergleich zu vielen Zechen im Norden des Reviers. Auf der Zeche Unser Fritz in Wanne lag der Anteil beispielsweise bei 38,2 %.
1893 hatte man von Amts wegen nicht nur die Belegschaft, sondern auch noch das Vieh gezählt. So besaßen die 1300 Belegschaftsmitglieder des Hörder Kohlenwerks 6 Pferde, 41 Rinder, 594 „Bergmannskühe“ (Ziegen), 525 Schweine und 2 Schafe.

## Heutiger Zustand
Von der Zeche Schleswig sind heute noch das Eingangsportal, das Sole-Badehaus (beide am Neuhammerweg) sowie die Bergbeamtensiedlung „Am Knie“ erhalten. Die ehemalige Bergehalde des Schachtes Schleswig wurde später zur Lagerung von Schlacken des Hochofens Phoenix-West der Hoesch AG genutzt und war bis Ende 2007 als Industriedeponie in Betrieb. Seitdem wird die von Süden deutlich sichtbare Landmarke in einem vom jetzigen Eigner ThyssenKruppSteel initiierten Projekt bis zum Jahr 2011 zu einer Freizeitlandschaft mit Rad- und Fußwegen entwickelt. Von der Zeche Holstein sind noch das Torhaus (Donnerstraße / Ecke Briefsweg) sowie die Kolonie Holstein erhalten. Auf dem Zechengelände befindet sich noch der ehemalige Pferdestall, die Schmiede und ein Trafohaus. Vor dem Badehaus steht noch das ehemalige Ärztehaus.